# Csenkey Éva
Csenkey Éva (Budapest, 1944. január 30. –) magyar művészettörténész.

## Kutatási területe
Kerámia, különösen a klasszikus magyar kerámiák.

## Életpályája
1968-ban végzett az Eötvös Loránd Tudományegyetem Bölcsészettudományi Kar művészettörténet-olasz szakán, majd 1977-ben a Marxizmus-Leninizmus Esti Egyetem pécsi tagozatának filozófia-esztétika szakán.  
A Művészeti Alap Iparművészeti Vállalatának Művészeti osztályán kezdett dolgozni, 1970-től a Baranya megyei Tanács VB alkalmazásában a nemzetközi siklósi kerámia és a villányi szobrász szimpóziumok szervezője volt, majd az 1973-ban létrehozott Siklósi Alkotótelepek intézményvezetője, 1979-től művészeti vezetőjeként dolgozott. 1983-tól Budapesten az Iparművészeti Múzeum Kerámia osztályának munkatársa volt. Számos bel- és külföldi kiállítás szervezésében vett részt. Szimpóziumi katalógusok és művészettörténeti kiadványok is fűződnek a nevéhez. Szakértője volt a századforduló művészetét bemutató számos kisfilmnek. 1989 és 1993 között az Országos Tudományos Kutatási Alap “Zsolnay forráskutatások” témavezetőjeként dolgozott.

## Közreműködései hazai kiállításokon
A historizmus, a szecesszió és az art déco stílus periódusával foglalkozó kiállításokban működött közre.

## Külföldön rendezett kiállításai
- 1985 • La ceramica ungherese della “Szecesszió”, Faenza
- 1986 • Zsolnay, Ungarische Jugendstilkeramik, Bécs
- 1987 • Zsolnay Keramiek, Gent (NL)
- 1989 • Ödön Lechner, Tokió, Kyoto (JP)
- 1993 • Zsolnay Sammlung Rudolf Schmutz, Bécs
- 1995-1996 • Architecture and Applied Arts in Hungary, 1896-1916, Tokió, Kyoto (JP).

## Írásai
- Szerk.: Csenkey Éva, Gálos Miklós: Tiffany & Gallé e i maestri dell'art nouveau nella colle-zione del Museo di Arti Applicate di Budapest. Iparművészeti Múzeum, Budapest, 2013. - Nr. 2.1.
- Szerk.: Horváth Hilda, Szilágyi András: Remekművek az Iparművészeti Múzeum gyűjteményéből. (Kézirat). Iparművészeti Múzeum, Budapest, 2010. - Nr. 131. (Csenkey Éva)
- Szerk.: Pataki Judit: Az idő sodrában. Az Iparművészeti Múzeum gyűjteményeinek története. Iparművészeti Múzeum, Budapest, 2006. - Nr. 170.
- Szerk.: Balla Gabriella, Csenkey Éva, László Emőke, Millisits Máté, Pandur Ildikó, Radványi Diána, Semsey Réka: A szecesszió mesterei. Kiállítás a Iparművészeti Múzeumban. Iparművészeti Múzeum, Budapest, 2013. ISBN 978-615-5217-07-4
- Csenkey Éva, Hárs Éva, Weiler Árpád: Zsolnay. A gyűjtők könyve. Corvina Kiadó, Budapest, 2003. - Nr. 121.
- Szerk.: Csenkey Éva, Steinert Ágota: Hungarian Ceramics from the Zsolnay Manufactury, 1853-2001. Yale University Press, New Haven és London, 2002. - Nr. 65.
- Szerk.: Szilágyi András, Horányi Éva: Szecesszió. A 20. század hajnala. (Az európai iparművészet korszakai.) Iparművészeti Múzeum, Budapest, 1996. - Nr. 9.104. (Csenkey Éva)
- Szerk.: Lovag Zsuzsa: Az Iparművészeti Múzeum. (kézirat). Iparművészeti Múzeum, Budapest, 1994. - Nr. 185.
- Csenkey Éva: Bevezető. Zsolnay szecessziós kerámiák. Helikon Kiadó, Budapest, 1992. ISBN 963-208-679-1
- Szerk.: Csenkey Éva: Zsolnay - Keramiek. Historisme, Art Nouveau, Art Deco. Museum voor Sierkunst, Gent, 1987. - Nr. 109
- Csenkey Éva: A magyar szecesszió kerámiaművészete. Iparművészeti Múzeum, Budapest, 1985. - Nr. 38.[4]